# Municipio Alalay
Das Municipio Alalay ist ein Verwaltungsbezirk im Departamento Cochabamba im südamerikanischen Anden-Staat Bolivien.

## Lage im Nahraum
Das Municipio Alalay ist eines von drei Municipios der Provinz Mizque. Es grenzt im Nordwesten an die Provinz Punata, im Südwesten an die Provinz Esteban Arce, im Süden an das Municipio Vila Vila, im Osten an das Municipio Mizque, im Nordosten die Provinz Carrasco und im Norden an die Provinz Arani.
Der zentrale Ort des Municipios ist Alalay mit 324 Einwohnern (Volkszählung 2012) im nordwestlichen Teil des Municipios.

## Geographie
Das Municipio Alalay liegt im nordwestlichen Teil der Cordillera Oriental, der östlichsten Gebirgskette des bolivianischen Hochgebirges.
Das Klima der Region ist gekennzeichnet durch ein typisches Tageszeitenklima, bei dem die täglichen Temperaturschwankungen deutlicher ausgeprägt sind als die jahreszeitlichen Schwankungen. Die Jahresdurchschnittstemperatur liegt bei 12 °C (siehe Klimadiagramm Vacas), die Temperaturen in den Wintermonaten Juni/Juli bei knapp 10 °C und im November/Dezember bei etwas mehr als 14 °C. Der Jahresniederschlag beträgt 550 mm und erreicht in den Sommermonaten von Dezember bis Februar Werte von 100 bis 120 mm, während in den ariden Monaten von Mai bis September nahezu kaum Niederschlag fällt.
„Alalay“ ist Quechua und bedeutet „Kälte“, was auf das kalte und trockene Klima der Region hinweist.

## Bevölkerung
Die Einwohnerzahl des Municipios war zwischen 1992 und 2024 größeren Schwankungen unterworfen:
| Jahr | Einwohner | Quelle       |
| ---- | --------- | ------------ |
| 1992 | 3613      | Volkszählung |
| 2001 | 4931      | Volkszählung |
| 2012 | 3447      | Volkszählung |
| 2024 | 3461      | Volkszählung |

Die Bevölkerungsdichte des Municipios bei der letzten Volkszählung von 2024 betrug 8,2 Einwohner/km², der Anteil der städtischen Bevölkerung ist 0,0 Prozent. Die Lebenserwartung der Neugeborenen im Jahr 2001 lag bei 57,4 Jahren.
Der Alphabetisierungsgrad bei den über 19-Jährigen beträgt 62,1 Prozent, und zwar 77,5 Prozent bei Männern und 47,7 Prozent bei Frauen (2001).

## Politik
Ergebnis der Regionalwahlen (concejales del municipio) vom 4. April 2010:
| Wahlberechtigte |  | Stimmen | gültig |  | MAS-IPSP | MSM    |
| --------------- |  | ------- | ------ |  | -------- | ------ |
| 1.285           |  | 1.108   | 855    |  | 711      | 144    |
|                 |  | 100 %   | 77,2 % |  | 83,2 %   | 16,8 % |

Ergebnis der Regionalwahlen (elecciones de autoridades políticas) vom 7. März 2021:
| Wahl- berechtigte |  | Wahl- beteiligung | gültige Stimmen |  | MAS-IPSP | SOMOS  | SÚMATE | FPV    | UNIDOS.CBBA | MTS    |
| ----------------- |  | ----------------- | --------------- |  | -------- | ------ | ------ | ------ | ----------- | ------ |
| 1.384             |  | 1.218             | 1.031           |  | 943      | 24     | 20     | 10     | 9           | 9      |
|                   |  | 88,01 %           | 84,65 %         |  | 91,46 %  | 2,33 % | 1,94 % | 0,97 % | 0,87 %      | 0,87 % |

## Gliederung
Das Municipio untergliederte sich bei der letzten Volkszählung von 2012 in die folgenden beiden Kantone (cantones):
- 03-1303-01 Kanton Alalay – 18 Ortschaften – 1.970 Einwohner
- 03-1303-02 Kanton Ayapampa – 13 Ortschaften – 1.477 Einwohner

## Ortschaften
- Kanton Alalay
  - Alalay 324 Einw. – Ayapampa 146 Einw.

- Kanton Ayapampa
  - Lagunitas 269 Einw.